# Chevrolet Master
Los sedanes Chevrolet Master fueron una serie de automóviles de turismo construidos entre las décadas de 1930 y 1940 por parte del fabricante norteamericano General Motors, para su división Chevrolet. Se trataba de una serie de automóviles de tamaño completo, en su mayoría en carrocería coupé de dos puertas, que fueran fabricados por General Motors desde el año 1937, recibiendo distintas denominaciones.
Básicamente, estos sedanes compartían su mecánica compuesta por un motor delantero longitudinal de 6 cilindros en línea, de entre 3800 y 4000 cm³, con cajas de velocidades de tres marchas y tracción trasera. Los coches fueron presentados con diferentes nombres, destacándose la Línea Master, la Línea Special Deluxe, la Línea Style (Styleline) y la Línea Deluxe.
La producción de los sedanes Chevrolet se inició en 1937, deteniéndose momentáneamente en 1942 al verse afectada la producción por la recesión de la Segunda Guerra Mundial. Tras este conflicto, la producción se reinició en 1945 continuando hasta el año 1952. Estos coches fueron reemplazados por los modelos 150, 210 y  Bel Air. Estas unidades también fueron importadas a diferentes países, destacándose su comercialización en Argentina, donde los Sedanes Fleetmaster fueron utilizados para el desarrollo de competencias de Turismo Carretera. Con un Chevrolet Fleetmaster, Juan Manuel Fangio quíntuple campeón mundial de Fórmula 1, obtuvo sus primeros dos campeonatos de automovilismo, al ganar en los años 1940 y 1941 sus dos únicos de campeonatos de TC y los primeros dos títulos de la marca Chevrolet en dicha categoría. Unos años más tarde, en 1966, Juan Manuel Bordeu repetiría el éxito logrado por Fangio, dándole a la Coupé Chevrolet su tercer título, y el último logrado por un coche de estas características, ante el advenimiento de los automóviles compactos y los Sport prototipos que dieron inicio a una nueva etapa dentro del TC.

## Línea Master Deluxe

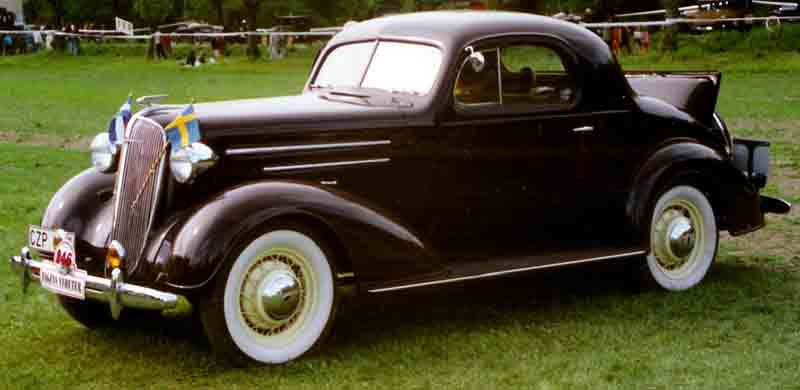
Chevrolet Master Deluxe, 1936

El primer vehículo Chevrolet que utilizó la denominación Master fue un vehículo presentado en el año 1932, que fue diseñado e ideado para dar reemplazo al sedán Chevrolet Confederate. Sin embargo, no fue hasta el año 1935 que Chevrolet fabricó su primer sedan de tamaño completo, al hacer su presentación el Chevrolet Master Deluxe.
El nuevo modelo fue presentado como la versión EA/FA Series o ED/FD Series, y fue estrenado en el año 1935. Este modelo presentaba un nuevo estilo de carrozados, haciendo su estreno el sistema de acero completo implementado por la Fisher Body CO. Este modelo no ofrecía versiones Cabriolet ni Roadster, pero su gama estaba compuesta por dos variantes de coupé y cuatro de sedán 4 puertas.
Como novedad, el EA Series traía también un nuevo sistema de suspensiones en su eje delantero: el nuevo sistema "Dubonnet" consistía en el uso de muelles en espiral en lugar del antiguo sistema de resortes planos semielípticos utilizados en los modelos de 1932-1934. El antiguo sistema de suspensiones quedaba disponible en la versión denominada ED Series. La distancia entre ejes había crecido hasta llegar a los 2870 milímetros. Al año siguiente, los modelos presentaban un nuevo y más redondeado mascarón de radiador y ruedas de acero con rayos estándar. Estas versiones fueron denominadas como "FA Series" (con el sistema de suspensión Dubonnet en su eje delantero) y "FD Series" (con el sistema de suspensión de resortes planos). Para estas últimas versiones se desarrollaron el año anterior un sistema de suspensiones con muelles en espiral, las cuales estuvieron disponibles de serie. Estos coches estaban equipados con los antiguos motores de 6 cilindros en línea y 3.389 cm³ que equipaban a los modelos de 1932, capaces de desarrollar entre 79 y 80 CV (58 y 59 kW). En dos años, 846.300 Master Deluxe fueron desarrollados entre las líneas EA, ED, FA y FD Series.

## Línea Special Deluxe

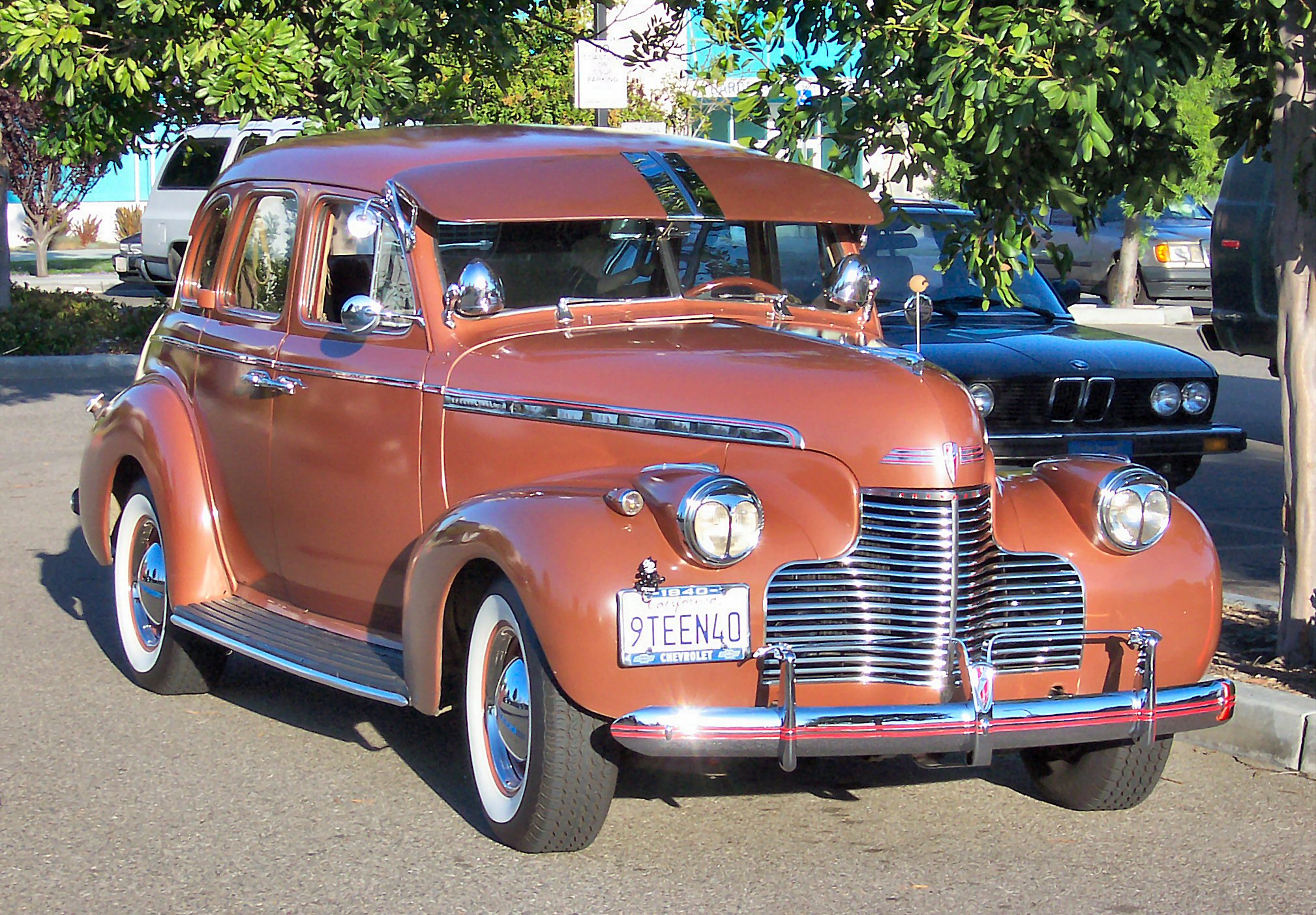
Chevrolet Special Deluxe 1940, 5 puertas

La línea Special Deluxe, conocida como Chevrolet Special Deluxe, fue presentada en el año 1940 como un vehículo sedán de cuatro puertas. Fueron presentadas tres versiones de este modelo, destacándose las versiones Fleetline y Fleetmaster. En 1940, fue presentada la primera versión sedán del Special Deluxe, la cual fue denominada como KA Series. Este modelo presentaba un mejor equipamiento que su antecesor, la línea Master Deluxe, lo que la ponía por encima de todos, desplazando a su antecesor a la mitad del escalafón de modelos. La forma de reconocer a un Special Deluxe estaba en sus acabados de acero de alto grado, adicionados a su capó y carrozado. Como en el caso de los modelos de la gama de precios bajos, la parrilla delantera consisistía en una estrecha sección central curvada hacia adelante, con líneas cromadas horizontales, provistas de pequeñas secciones aladas en las zonas laterales medio-altas. Las luces delanteras estaban instaladas en la parte frontal de las defensas, las cuales recibían luces de posición adicionales. El capó fue diseñado con la forma de la cabeza de un cocodrilo, siendo sujetada en su parte posterior. Seis versiones estaban disponibles para la línea Special Deluxe: dos cupés diferentes, un cabriolet de dos puertas, dos sedanes de 2 0 4 puertas y una camioneta de 5 puertas y 8 asientos. Con 431.199 unidades, el Special Deluxe fue el Chevrolet que más frecuencia de ventas tuvo ese año.

### Fleetline

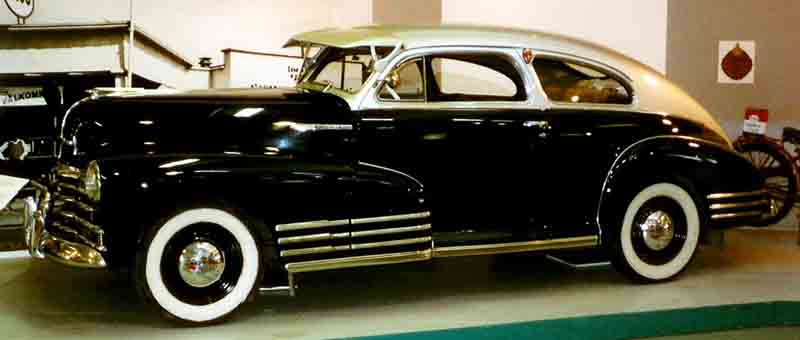
Chevrolet Fleetline 1941 coupé fastback

La Fleetline fue estrenada en 1941 presentando una versión sedán de cuatro puertas. En 1942, fue presentada la versión coupé de dos puertas, conocida como "aerosedan", debido a la caída tipo fastback que presentaba en el techo este modelo. Fue uno de los modelos más importantes fabricados por Chevrolet en la década del 1940, ya que en 1947 representó el 71,26% de las ventas de la marca. Entre los años 1949 y 1952, el fastback fue la única versión ofrecida por Chevrolet y su producción fue cancelada en 1953. La producción de la Fleetline fue detenida de forma indefinida en 1942, habiéndose producido apenas 110 000 unidades, a causa de la recesión generada por la Segunda Guerra Mundial. Sin embargo, algunas unidades fueron fabricadas durante los años de Guerra para abastecer las flotas militares de los Estados Unidos. La producción de vehículos civiles fue reiniciada en 1945, siendo cancelada la serie original en 1948. 
El rediseño del Fleetline fue estrenado en 1949, presentando una silueta reducida y defensas traseras integradas a la carrocería. Esta versión fue ofrecida hasta el año 1952, siendo discontinuado al año siguiente.

### Fleetmaster

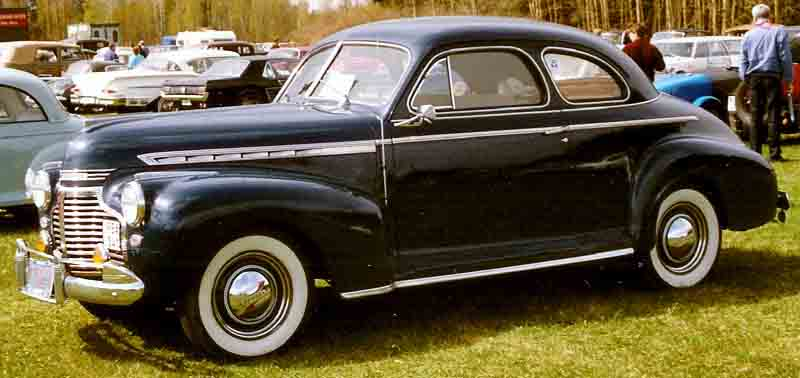
Chevrolet Fleetmaster 1942 coupé

A la par de la línea Fleetline, otros modelos fueron presentados en 1942, dentro de la gama "Special Deluxe". Esta línea de coches recibió la denominación auxiliar Fleetmaster, siendo fabricado únicamente en 1942. La producción y venta de los Fleetmaster en los Estados Unidos culminaría ese año, sin embargo su producción continuaría entre 1946 y 1948 para abastecer a otros países, entre ellos a Argentina, donde el coche fue muy utilizado para competencias de turismos.
Entre 1941 y 1942, se desarrollaron 775.502 unidades de la línea Special Deluxe, de las cuales 110.547 de ellas eran versiones Fleetline. Tras la Guerra solamente la línea Fleetline se mantuvo en pie en los Estados Unidos, reemplazando a la línea Fleetmaster.
La denominación Fleetmaster fue reutilizada en el año 1946, cuando fue estrenada la Serie DK de Chevrolet. El nuevo modelo fue presentado como la nueva versión tope de gama del escalafón de modelos de Chevrolet, siendo a su vez el sucesor de la antigua línea de preguerra Special Deluxe. Esencialmente, el vehículo corresponde técnicamente al estilo de producción de preensamblado de partes, utilizado por su antecesor. En 1946 fue presentada la Serie 2100 EK, mientras que en 1948 hizo su aparición la Serie 2100 FK. Estos coches venían equipados con impulsores de 6 cilindros en línea, de 3548 cm3, capaces de generar una potencia de 90 caballos (67 kW) a 3300 RPM. Una caja manual completamente sincronizada de 3 velocidades, estaba encargada de transmitir la potencia al eje trasero.